# San Lorenzo (Sant'Egidio del Monte Albino)
San Lorenzo (San Lurènzo o Santu Laurienzo in dialetto locale) è una frazione del comune di Sant'Egidio del Monte Albino, in provincia di Salerno.

## Geografia
Locata a valle rispetto al capoluogo, dista 2,45 chilometri dal medesimo. È attraversata dalla SP 3, frapposta tra comuni di Angri e Pagani.

## Storia

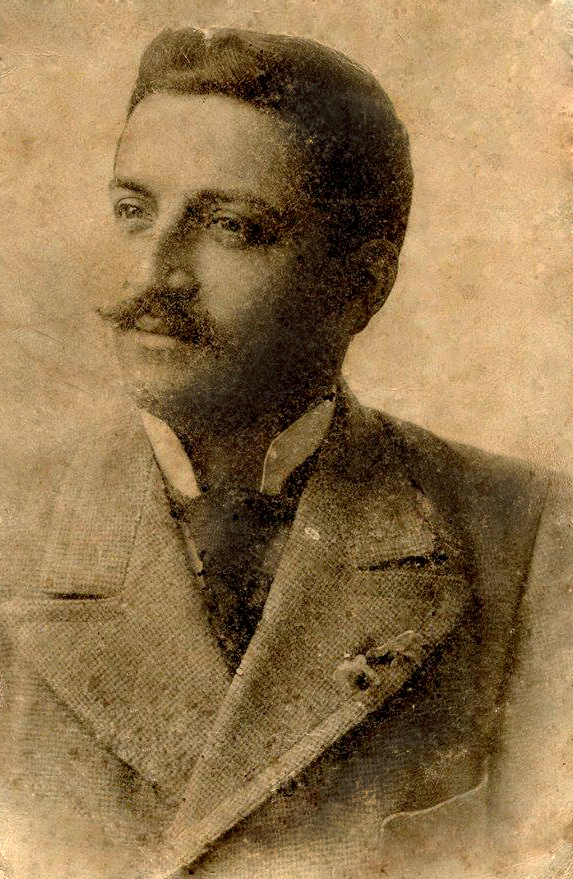
Il poeta Aniello Califano crebbe e morì nel borgo

La storia del borgo è legata indissolubilmente a quella della chiesa dalla quale prende il nome.
Zona in aperta campagna, molto distante dalla città di Nocera, nel medioevo i benedettini della Chiesa di Sant'Angelo in Grotta entrarono in proprietà delle terre del Rustichello ed eressero una cappella dedicata ai martiri Lorenzo e Diodato, affinché i massari potessero riunirsi per pregare. La cappella restò sotto la giurisdizione benedettina fino al 1616, quando venne costruito un oratorio. Di lì a poco il casale che si sviluppò attorno alla chiesa divenne pertinenza dell'Università di Sant'Egidio e risultava una delle proprietà dei Califano (illustre famiglia sangiliana).
Il casale orbitò sempre attorno all'università fino alla dissoluzione dei sistemi feudali del 1806, quando divenne parte del comune di sant'Egidio.
Nel 1919 vi spirò lo scrittore Aniello Califano, che proprio in San Lorenzo risiedeva, allo scrittore sono dedicate una strada ed una piazza della frazione.
Dal 1928 al 1946 ha fatto parte del comune di Angri, perdendo parte del suo territorio. Polo agricolo e conserviero al centro dell'agro nocerino sarnese, è diventato lo snodo commerciale della città di Sant'Egidio, difatti una delle vie principali del borgo era chiamata appunto Crocevia.

## Chiesa di San Lorenzo e Diodato
Successivamente all'XI secolo nell'aperta campagna esisteva una cappella intitolata al martire Lorenzo, posta sotto la giurisdizione della Prioria di Sant'Angelo in Grotta di Nocera e dell'Abbazia della Trinità di Cava.
Nel 1616, su iniziativa del chierico Geronomo Stile, iniziarono i lavori di costruzione di un oratorio, col titolo di San Lorenzo, nel centro abitato del villaggio.
Ottenuta l'elevazione al titolo di Parrocchia per il suo Oratorio, Geronimo Stile, con atto del notaio Tiberio Tortora del 4 settembre 1626, donò alla predetta Chiesa e al suo Rettor Curato una camera ed una casa, accoste alla Chiesa, oltre ad un terreno in località Rondinella. Tuttavia, fu sul finire del Seicento che la nuova parrocchia cominciò a funzionare abbastanza regolarmente, ma bisognò attendere la metà dell'Ottocento e la reggenza del Parroco don Salvatore Buoninconti, perché la Chiesa assumesse, nell'aspetto esteriore e nella conduzione, quella dignità che il suo fondatore aveva inteso conferirle. Attualmente, così come nell'antichità, si trova al centro del paese, nella frazione omonima. Si erge su un sagrato, dove dominano tre ingressi. La chiesa è a tre navate, con un interessante altare centrale in marmi policromi. Tra le opere d'arte, dopo la perdita della tela di San Lorenzo, vanno segnalati gli affreschi dedicati al Santo sulla copertura centrale.
La festa ha luogo il 10 agosto e prevede dal 2008 la rappresentazione del Martirio di San Lorenzo.

## Cultura
Dal 1987 in Piazza Pepe si tiene a cadenza annuale la Festa di Fine estate.

## Infrastrutture e trasporti
La frazione è raggiungibile tramite la  SS 18 Tirrena Inferiore e la Strada Provinciale 3.